# Dubreuilville
Dubreuilville (offiziell Township of Dubreuilville) ist eine Flächengemeinde im Nordwesten der kanadischen Provinz Ontario. Sie liegt im Algoma District und ist ein Township mit dem Status einer Single Tier (einstufigen Gemeinde).

## Lage
Dubreuilville liegt im Nordwesten der Provinz, in einem stark bewaldeten Gebiet mit vielen kleinen Seen östlich der Lake Superior und wird vom Magpie River durchflossen. Der Siedlungsschwerpunkt mit der einzigen größeren geschlossenen Ansiedlung liegt im Nordosten der Gemeinde. Dubreuilville liegt etwa 200 Kilometer Luftlinie nördlich von Sault Ste. Marie bzw. etwa 650 Kilometer Luftlinie nordnordwestlich von Toronto.

## Geschichte
Ursprünglich Siedlungsgebiet verschiedener Völker der First Nations, reicht der europäisch geprägte Teil der Geschichte der heutigen Gemeinde zurück bis zur Ankunft europäische Pelzjäger und Händler. Nach Abschluss der Nummerierten Verträge verstärkte sich der Zuzug der Siedler und nach dem Bau der Eisenbahnstrecke der Algoma Central Railway 1899 drängten verstärkt Goldsucher ins Gebiet. Die heutige Siedlung entstand erst nach dem Zweiten Weltkrieg als hier verstärkt Holz eingeschlagen und verarbeitet wurde und die Holzfirma der französischsprachigen Gebrüder Dubreuil hier eine „company town“ errichtete.

## Bevölkerung
Der Zensus im Jahr 2016 ergab für die Gemeinde eine Bevölkerungszahl von 613 Einwohnern, nachdem der Zensus im Jahr 2011 für die Gemeinde noch eine Bevölkerungszahl von 635 Einwohnern ergeben hatte. Die Bevölkerung hat damit im Vergleich zum letzten Zensus im Jahr 2011 entgegen dem Trend in der Provinz um 3,5 % abgenommen, während der Provinzdurchschnitt bei einer Bevölkerungszunahme von 4,6 % lag. Damit setzt sich der Trend fort, da bereits im Zensuszeitraum von 2006 bis 2011 die Einwohnerzahl in der Gemeinde stark um 17,9 % abgenommen hatte, während die Gesamtbevölkerung in der Provinz um 5,7 % zunahm.

### Sprache
In der Gemeinde lebt eine große Anzahl von Franko-Ontariern. Bei offiziellen Befragungen gaben mehr als 80 % der Einwohner an Französisch als Muttersprache oder Umgangssprache zu verwenden. Dubreuilville gehört zu den Gemeinden mit dem höchsten Anteil an französischsprachigen Einwohnern. Auf Grund der Anzahl der französischsprachigen Einwohner gilt in der Gemeinde der „French Language Services Act“. Obwohl Ontario offiziell nicht zweisprachig ist, sind nach diesem Sprachgesetz die Provinzbehörden verpflichtet, ihre Dienstleistungen in bestimmten Gebieten auch in französischer Sprache anzubieten. Die Gemeinde selber gehört auch der Association française des municipalités d’Ontario (AFMO) an und fördert die französische Sprachnutzung ebenfalls auf Gemeindeebene.

## Verkehr
Dubreuilville wird von Westen durch den regionalen Ontario Highway 519 erschlossen. Außerdem durchquert die Eisenbahnstrecke der Algoma Central Railway nach Hearst die Gemeinde im Nordosten.